# Lokkiluodot (ö i Norra Karelen, Joensuu, lat 62,47, long 29,66)
Lokkiluodot är en ö i Finland. Den ligger i sjön Pyhäselkä och i kommunen Libelits i den ekonomiska regionen  Joensuu ekonomiska region  och landskapet Norra Karelen, i den sydöstra delen av landet, 400 km nordost om huvudstaden Helsingfors. Öns area är 1,6 hektar och dess största längd är 300 meter i nord-sydlig riktning.  Notera att namnet antyder att det är fråga om flera öar.